# 國家研究通用反應爐
國家研究通用反應爐 （英語：National Research Universal reactor，縮寫：NRU）是在加拿大粉筆河實驗室的實驗用核子反應爐。於1957年開始運轉，並於2018年3月31日結束運轉。國家研究通用反應爐可產生200百萬瓦特熱能，但不用於發電，用於測試核燃料和材料的行為和特性，也生產核醫學放射性同位素像是鉬-99（衰變成鎝-99m）、碘-131（用於治療、造影和診斷）、碘-125（用在治療前列腺癌和骨質密度檢查的儀器）、氙-133（用於肺部的檢查）、高比活度的鈷-60（用於癌症治療）和銥-192（用於癌症治療與工業造影和檢測）。